# Širase (AGB-5003)
Širase (AGB-5003) je ledoborec Japonských námořních sil sebeobrany. Ve službě roku 2009 nahradil starší plavidlo téhož jména. Je v pořadí čtvrtým plavidlem japonského námořnictva pro službu v Arktidě. Jeho domovským přístavem je Jokosuka.

## Stavba

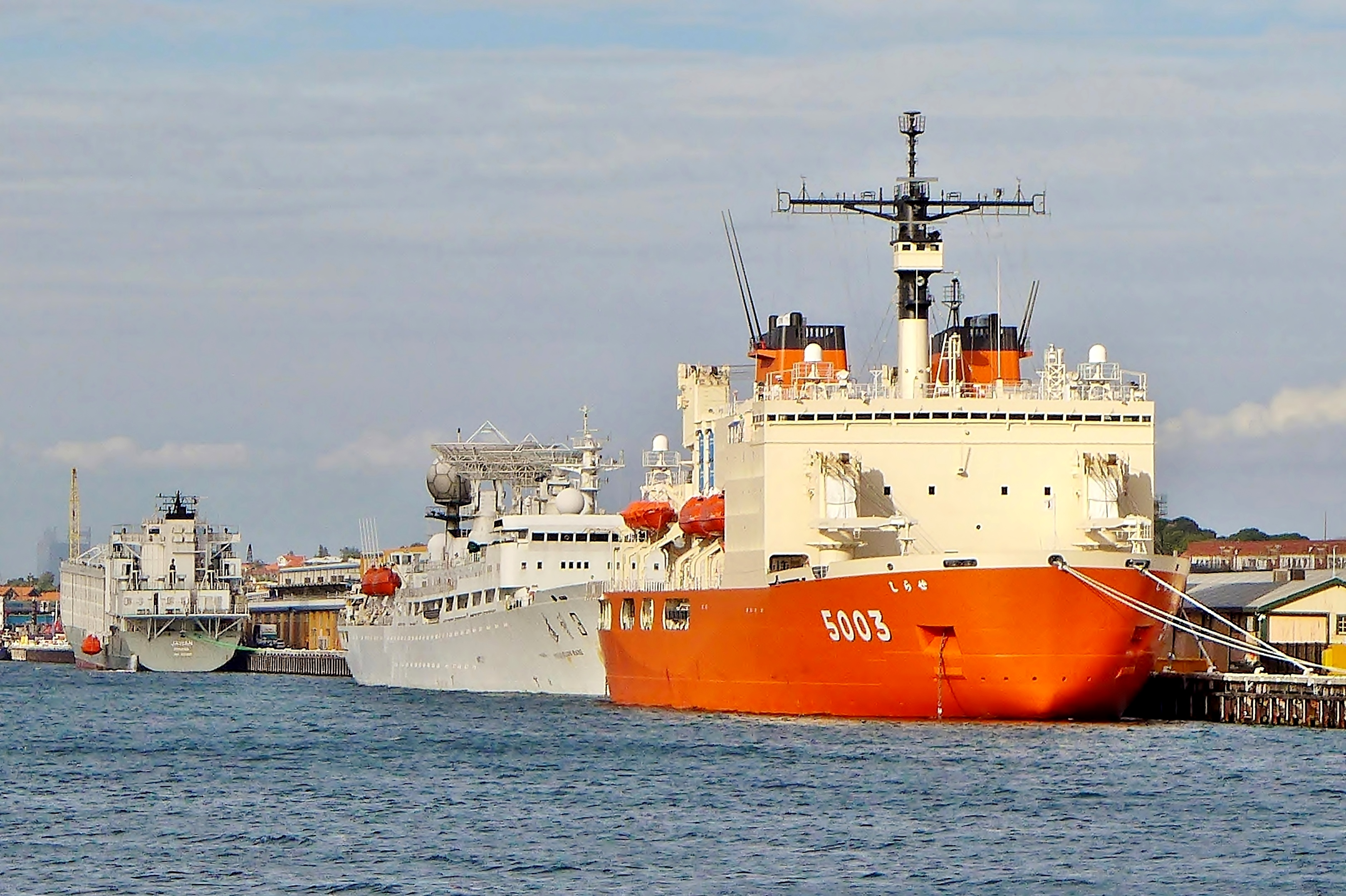
Širase (AGB-5003)

Plavidlo postavila loděnice Universal Shipbuilding v Maizuru. Trup byl na vodu spuštěn 16. dubna 2008 a ledoborec byl do služby přijat v listopadu 2009. Stavba plavidla stála celkem 37,6 miliard jenů.

## Konstrukce

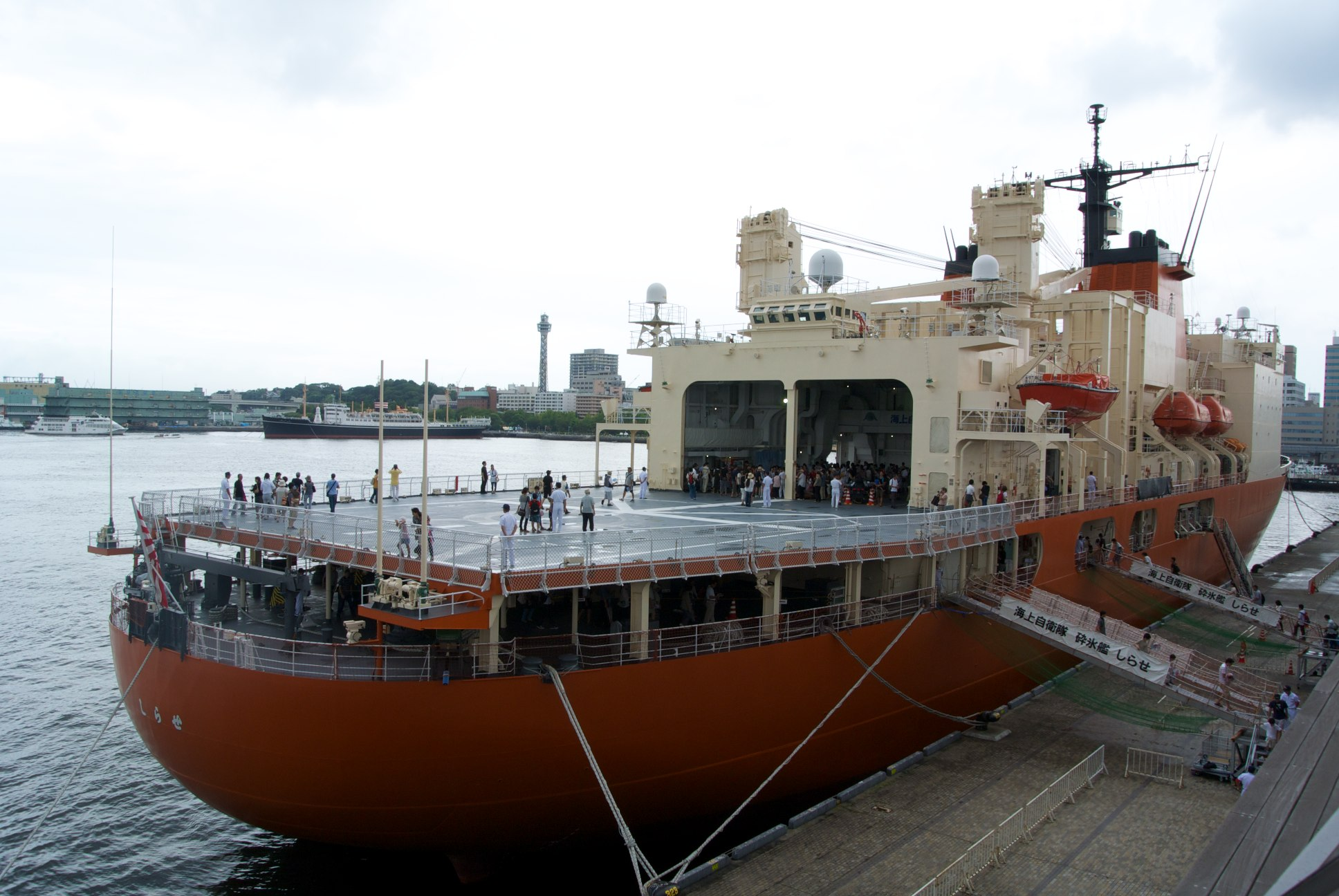
Širase (AGB-5003)

Ledoborec je mírně větší než jeho předchůdce. Na zádi je vybaven přistávací plochou a hangárem pro dva vrtulníky. Může plout tříuzlovou rychlostí ledem silným až 1,5 metru.